# 徐樾
徐樾（1500年—1552年），字子直，號波石，江西貴溪縣人，軍官籍，明朝政治人物，嘉靖進士，官至雲南左布政使，在沅江土酋之亂中遇難。

## 生平
嘉靖七年（1528年）戊子科江西乡试第四十名举人，嘉靖十一年（1532年）成壬辰科会试第二百十二名，二甲六十二名進士，都察院观政，授任禮部主事，历员外郎、精膳司郎中。嘉靖十八年（1539年）闰七月擢升为福建左参议。嘉靖二十三年（1544年）以副使督学贵州，历山东布政使司左参政，二十七年十月升云南按察使。
嘉靖二十五年（1546年）云南元江府知府那宪被叔父那鉴弑杀，那鉴发动叛乱。明廷调集兵马，兵分五路进行清剿，叛军诈降。嘉靖三十一年（1552年）徐樾擢升为云南左布政使，押着军饷到达南羡（今元江县境内），逢那氏詐降，那鉴以埋伏大象以及兵马杀出，徐樾“以布政使請兵督戰而死”，《明史》載：“土官高鵠當元江之變布政司徐樾遇害，奮身赴救，死之。”其弟子顏鈞尋其骸骨，歸葬於心齋墓庵。云南巡抚赵炳然上报朝廷，追赠为光禄寺卿。

## 家族
曾祖徐思文。祖父徐孔全。其父徐灌，歲贡生；母吴氏，永感下。生子徐棐、徐樾。娶御史詹昪之女。

## 著作
徐樾少從王守仁學心學，嘉靖七年（1528年）又受業於王艮。著有《日省仁學錄》。孙应鳌整理他的遗稿编为《徐子直集》。徐樾未生育，以兄长徐棐的幼子徐罃为子。